# Alaa Ghram
Alaa Ghram (in arabo علاء غرام‎?; Sfax, 24 luglio 2001) è un calciatore tunisino, difensore dello Šachtar e della nazionale tunisina.

## Carriera

### Club
Ghram ha iniziato a giocare a calcio in Tunisia con la squadra della sua città natale, lo Sfaxien, con cui ha debuttato il 7 marzo 2019 nell'incontro di Ligue 1 vinto 2-0 contro il Étoile de Métlaoui. Nel 2021 è stato costretto a perdere buona parte della stagione a causa della rottura del legamento crociato anteriore patito nella gara contro l'Espérance.
Il 16 aprile 2023 ha segnato il suo primo gol in carriera nell'incontro vinto 2-1 contro il Ben Guerdane, match in seguito perso a tavolino a causa del superamento del limite di 5 stranieri in campo.

### Nazionale
Ha giocato nella nazionale tunisina Under-20.
Ha debuttato con la nazionale maggiore tunisina il 28 marzo 2023 nel secondo tempo dell'incontro di qualificazione per la Coppa d'Africa 2023 vinto 1-0 contro la Libia. È stato incluso nella lista dei convocati per la Coppa d'Africa 2023.

## Statistiche

### Presenze e reti nei club
Statistiche aggiornate al 3 gennaio 2023.
| Stagione        | Squadra         | Campionato      | Campionato | Campionato | Coppe nazionali | Coppe nazionali | Coppe nazionali | Coppe continentali | Coppe continentali | Coppe continentali | Altre coppe | Altre coppe | Altre coppe | Totale | Totale | Totale |
| Stagione        | Squadra         | Comp            | Pres       | Reti       | Comp            | Pres            | Reti            | Comp               | Pres               | Reti               | Comp        | Pres        | Reti        | Pres   | Reti   |        |
| --------------- | --------------- | --------------- | ---------- | ---------- | --------------- | --------------- | --------------- | ------------------ | ------------------ | ------------------ | ----------- | ----------- | ----------- | ------ | ------ | ------ |
| 2018-2019       | Sfaxien         | L1              | 6          | 0          | CT              | 2               | 0               |                    | -                  | -                  |             | -           | -           | 8      | 0      |        |
| 2019-2020       | Sfaxien         | L1              | 5          | 0          | CT              | 0               | 0               |                    | -                  | -                  |             | -           | -           | 5      | 0      |        |
| 2020-2021       | Sfaxien         | L1              | 3          | 0          | CT              | 0               | 0               | CCL+CCC            | 2+0                | -                  |             | -           | -           | 5      | 0      |        |
| 2021-2022       | Sfaxien         | L1              | 17         | 0          | CT              | 2               | 0               | CCC                | 10                 | 0                  | ST          | 1           | 0           | 30     | 0      |        |
| 2022-2023       | Sfaxien         | L1              | 26         | 1          | CT              | 3               | 0               | CCC                | 4                  | 0                  |             | -           | -           | 33     | 1      |        |
| 2023-2024       | Sfaxien         | L1              | 10         | 3          | CT              | 0               | 0               |                    | -                  | -                  | CdC         | 3           | 0           | 13     | 3      |        |
| Totale carriera | Totale carriera | Totale carriera | 67         | 4          |                 | 7               | 0               |                    | 16                 | 0                  |             | 4           | 0           | 94     | 4      |        |

### Cronologia presenze e reti in nazionale
| Cronologia completa delle presenze e delle reti in nazionale ― Tunisia | Cronologia completa delle presenze e delle reti in nazionale ― Tunisia | Cronologia completa delle presenze e delle reti in nazionale ― Tunisia | Cronologia completa delle presenze e delle reti in nazionale ― Tunisia | Cronologia completa delle presenze e delle reti in nazionale ― Tunisia | Cronologia completa delle presenze e delle reti in nazionale ― Tunisia | Cronologia completa delle presenze e delle reti in nazionale ― Tunisia | Cronologia completa delle presenze e delle reti in nazionale ― Tunisia |
| Data                                                                   | Città                                                                  | In casa                                                                | Risultato                                                              | Ospiti                                                                 | Competizione                                                           | Reti                                                                   | Note                                                                   |
| ---------------------------------------------------------------------- | ---------------------------------------------------------------------- | ---------------------------------------------------------------------- | ---------------------------------------------------------------------- | ---------------------------------------------------------------------- | ---------------------------------------------------------------------- | ---------------------------------------------------------------------- | ---------------------------------------------------------------------- |
| 28-3-2023                                                              | Bengasi                                                                | Libia                                                                  | 0 – 1                                                                  | Tunisia                                                                | Qual. Coppa d'Africa 2023                                              | -                                                                      | 78’                                                                    |
| 12-9-2023                                                              | Il Cairo                                                               | Egitto                                                                 | 1 – 3                                                                  | Tunisia                                                                | Amichevole                                                             | -                                                                      | 64’                                                                    |
| 26-3-2024                                                              | Il Cairo                                                               | Nuova Zelanda                                                          | 0 – 0 (2 – 4 dtr)                                                      | Tunisia                                                                | Amichevole                                                             | -                                                                      | 70’                                                                    |
| 18-11-2024                                                             | Tunisi                                                                 | Tunisia                                                                | 0 – 1                                                                  | Gambia                                                                 | Qual. Coppa d'Africa 2025                                              | -                                                                      |                                                                        |
| 2-6-2025                                                               | Radès                                                                  | Tunisia                                                                | 2 – 0                                                                  | Burkina Faso                                                           | Amichevole                                                             | -                                                                      |                                                                        |
| 6-6-2025                                                               | Fès                                                                    | Marocco                                                                | 2 – 0                                                                  | Tunisia                                                                | Amichevole                                                             | -                                                                      |                                                                        |
| Totale                                                                 |                                                                        | Presenze                                                               | 6                                                                      |                                                                        | Reti                                                                   | 0                                                                      |                                                                        |

## Palmarès

### Club

#### Competizioni nazionali
- Coppa di Tunisia: 2

Sfaxien: 2018-2019, 2021-2022
- Coppa d'Ucraina: 1

Šachtar: 2024-2025